# 密花荚蒾
密花荚蒾（学名：Viburnum congestum）是五福花科荚蒾属的植物，为中国的特有植物。分布于中国大陆的云南、四川、甘肃、贵州等地，生长于海拔1,000米至2,800米的地区，一般生于林缘、山谷、山坡丛林中和灌丛中，目前尚未由人工引种栽培。

## 别名
密生荚蒾（植物分类学报）